# Rio Music Conference
Rio Music Conference ou simplesmente RMC é um encontro anual de música eletrônica e entretenimento, que teve início em 2009 no Rio de Janeiro, e que ocorre desde então todos os anos em diversas cidades brasileiras, com o objetivo de impulsionar o cenário da música eletrônica no país, sendo considerado como o maior evento do tipo na América do Sul. O encontro é dividido em duas etapas, a primeira se dá por meio de conferências e é voltada para negócios e desenvolvimento do mercado de música eletrônica, e a segunda, que encerra o evento, se dá por meio de festivais de música eletrônica, que reuni grandes nomes do cenário da e-music, bem como Tiësto, Afrojack e Alesso.

## História
O evento teve início em 2009 no Rio de Janeiro, fundado por Claudio Rocha Miranda, que também é diretor executivo do evento. Desde então vem ampliando a sua atuação com a realização de eventos regionais que já passaram por diversas cidades brasileiras, como Brasília, Curitiba, Belém, São Paulo e Recife.

## Presença do público
Na edição de 2015 os organizadores estimaram a presença de mais de 120 mil pessoas durante todo o evento.

## Objetivos
A conferência tem como objetivo impulsionar a música eletrônica no Brasil, funcionando como um espaço para troca de informações e experiência, que reuni fãs do gênero e pessoas envolvidas no mercado e setor da música eletrônica no país.

## Etapas

### Conferência
A Primeira etapa do evento é segmentada em duas, A Conferência propriamente dita, com palestras, workshops e speed coaching, e  o Club Week, que oferecerá uma programação especial em todos os dias do evento.
A conferência de 2015 contou com mais de 240 palestrantes nacionais e internacionais vindos de países como Estados Unidos, Holanda, Inglaterra, Índia, Chile, Espanha, México, Portugal, Alemanha, França e Canadá, para debaterem os rumos e oportunidades do mercado e setor da música eletrônica.
O Club Week compreende num sistema que oferece aos inscritos uma programação especial durante os dias do evento, que dá direito à descontos e vantagens em várias casas noturnas e festas da cidade por onde passa o evento.

### Festival
A Segunda etapa do evento é o festival de música propriamente dito, que dura 5 dias, e a partir de 2015 passou a se chamar Rio Music Carnival, para deixar claro ao público a separação entre a parte de negócios (que compreende a primeira etapa do evento, isto é, as conferências) e de entretenimento (que é o festival de música em si, sendo a etapa que encerra o evento).
O festival apresenta alguns dos principais DJs da cena eletrônica no mundo, bem como Tiësto, Alesso e o duo Dimitri Vegas & Like Mike.

## Portal de notícias
O Rio Music Conference possui também um portal de notícias em sua página oficial na internet, que oferece informações e notícias sobre o evento do RMC e o cenário da música eletrônica de modo geral.